# Animazione digitale

Esempio di animazione al computer

L'animazione digitale (o in inglese computer animation) è l'insieme delle tecnologie informatiche (software e hardware) applicate al campo dell'animazione.

## Diffusione
L'animazione digitale (anche detta computer animation, intesa come parte della grafica computerizzata) cominciò a diffondersi negli anni sessanta. Dopo sperimentazioni accademiche e prove di concetto, le prime applicazioni commerciali furono quelle di realizzazioni di grafiche ed effetti speciali per film e sigle di programmi televisivi.

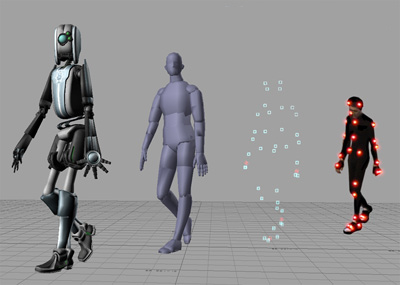
Un esempio di animazione al computer usando la motion capture

Le tecniche di animazione al computer si svilupparono poi di pari passo con il progressivo aumento della potenza di calcolo dei computer. Uno dei primi effetti dell'applicazione dell'informatica all'animazione fu il rinnovamento della classica animazione bidimensionale disegnata. Uno dei fattori che più ha contribuito al suo svecchiamento è il software Flash (creato dalla Macromedia, poi di proprietà Adobe, poi rinominato Adobe Animate CC). È un software per animazione che era inizialmente legato al mondo internet, con la possibilità di creare animazioni vettoriali dove le datate e limitate possibilità delle pagine HTML4 non arrivavano. Da quello però si evolse un programma di grande semplicità di utilizzo e di potenzialità di animazione mai viste prima. Questo ha dato impulso, dal basso, a una miriade di nuovi animatori che invece di cercare una faticosa strada nell'animazione tradizionale, pubblicavano le loro animazioni direttamente sul web, creando nuovi stili e ritmi di animazione, che sono andati ad influenzare stili, tematiche e tecniche anche delle maggiori case di produzione.
Successivamente sono nati HTML5 e CSS3 che hanno sostituito Adobe Flash che è stato ufficialmente abbandonato il 31 dicembre 2020. Tuttavia è possibile usarlo ugualmente per creare animazioni in SWF (formato non più supportato dai web browser) da convertire poi in formati video come ad esempio MP4 per poi caricarli online o su altri media.
Con lo sviluppo della grafica tridimensionale, ci fu un ulteriore allargamento delle possibilità dell'animazione. Nel 1995 vide la luce Toy Story - Il mondo dei giocattoli, il primo lungometraggio d'animazione realizzato interamente in computer animation tridimensionale. Da quel fortunato caposaldo nacquero una moltitudine di film completamente realizzati in grafica 3D che, con l'industria cinematografica degli Stati Uniti saldamente in testa, ha visto la nascita di un nuovo genere di film di animazione. Con un ventaglio di pubblico molto più vasto di quanto l'animazione tradizionale avesse in precedenza. Il successo di questi film è dato anche dalla notevole capacità inventiva dei nuovi studi di animazione (quali Pixar, Blue Sky, PDI) che mettevano alla base delle nuove tecniche un grande lavoro di sceneggiatura, regia e creatività. Il film Frozen - Il regno di ghiaccio è attualmente il film d'animazione con maggiori incassi nella storia del cinema.
Va sempre ricordato che nonostante i programmi per computer siano sempre più raffinati e in grado di sostituire lunghissime e laboriose lavorazioni manuali, ogni fase della creazione è comunque sempre guidata dalla creatività umana.
Le tecnologie e il know-how della computer animation non sono utilizzate solo nell'industria cinematografica ma anche nell'ambito dei videogiochi, della pubblicità, e nelle serie di cartoni animati per il mercato televisivo, dove spesso vanno ad affiancare e compendiare le più vecchie, ma ancora cariche di fascino, animazioni tradizionali.

## Tecniche di animazione digitale

Una piccola animazione gif

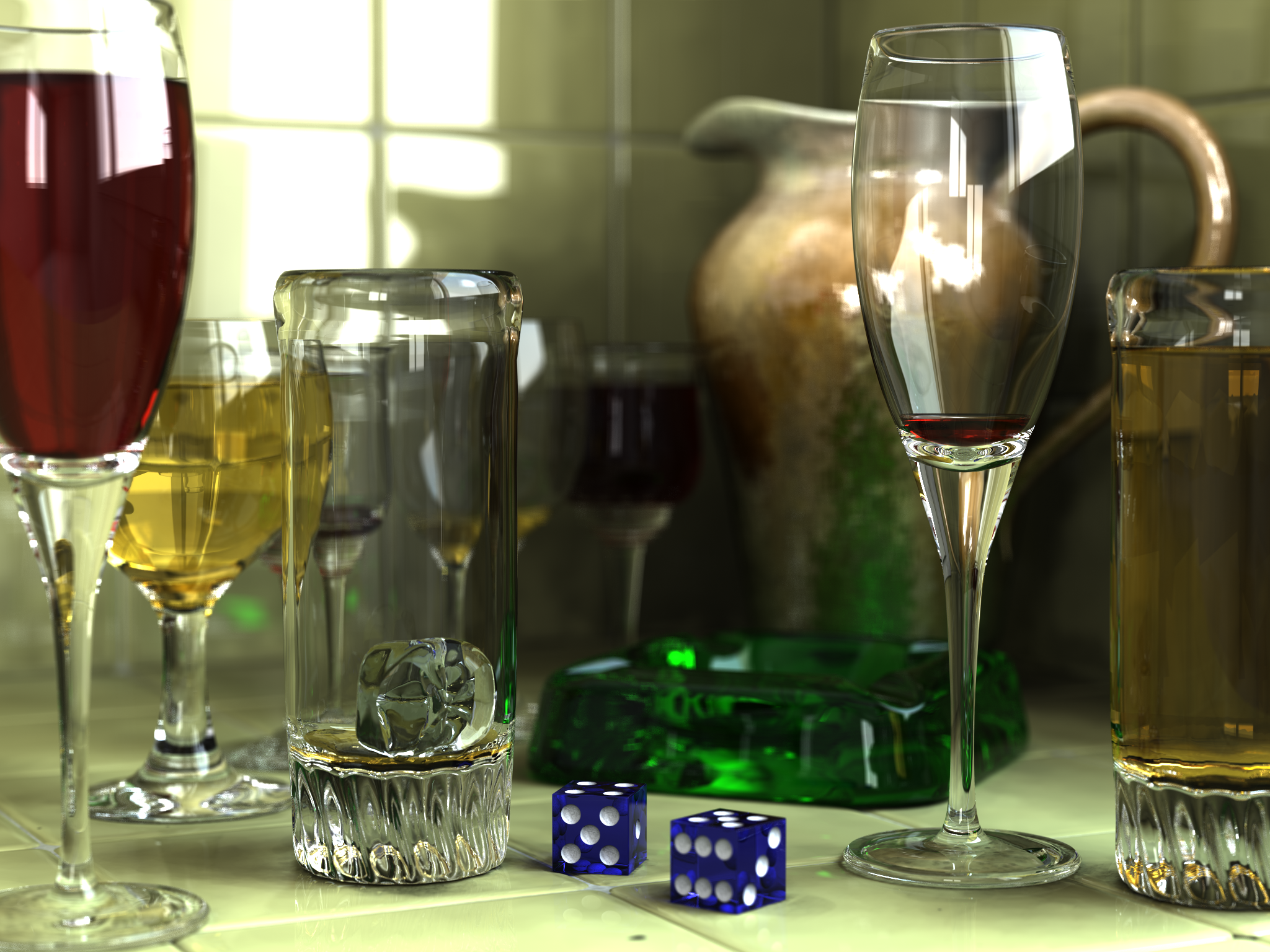
Immagine interamente prodotta facendo uso della grafica computerizzata

Così come l'animazione tradizionale, anche l'animazione digitale ha sviluppato diverse tecniche e varianti, unite principalmente proprio dall'utilizzo del computer.
- Animazione 2D

Le immagini sono create e/o modificate al computer usando grafica bitmap o grafica vettoriale. La lavorazione al computer include e integra tutte le varie tecniche manuali, come la sovrapposizione, il morphing, lo onion skin, e il rotoscoping.
- Animazione Flash (obsoleta se in formato SWF per web[1])
- Animazione WebGL-HTML5 Canvas[3][4]
- Animazione CSS3
- Animazione SVG con SMIL[5]
- Animazione 3D e tecniche di rendering

Le forme, solide, tridimensionali, nascono come modello 3D poi rivestito con delle texture per essere colorato, viene poi preparata una vera e propria "imbracatura" digitale che permette la movimentazione del modello, così come fanno i fili di una marionetta (fase chiamata di rigging), e infine manipolato da un animatore. Entrano poi in gioco anche altri fattori, come la tecnica Matte painting per le confezione delle scenografie. Questa tecnica è giunta ad uno stadio molto avanzato, ed è oggi impiegata per la realizzazione degli effetti speciali nei film.
- Morph target animation
- Skeletal animation
- Motion capture
- Crowd simulation
- Web 3D

## Animazioni realizzate al computer
